# Uddevalla
Uddevalla je město a sídlo stejnojmenné obce v kraji Västra Götaland na západě Švédska. V roce 2010 mělo 31 212 obyvatel. Nachází se v zátoce v severovýchodní části průlivu Skagerrak. Pláže u města jsou plné schránek mořských živočichů v takovém množství, které činí z Uddevally jednu z největších zásobáren těchto schránek na světě.
Ve městě je malý přístav, kterého součástí byla velká loděnice zvaná Uddevallavarvet, která byla v 60. letech 20. století největším zaměstnavatelem v Bohuslänu. Následně však v 70. letech prošly všechny loděnice ve recesí, což vedlo k uzavření této loděnice v roce 1985. Město však zůstalo industriálním centrem západního pobřeží provincie Bohuslän dodnes.
Na místním hřbitově Norra kyrkogården byly natáčeny scény filmu Muž jménem Ove (2015), kde ústřední aktér navštěvuje hrob své zesnulé manželky Sonji.

## Partnerská města
- Irvine, Spojené království
- Jõhvi, Estonsko
- Loimaa, Finsko, 1997
- Mosfellsbær, Island
- Okazaki, Japonsko
- Skien, Norsko
- Thisted Municipality, Dánsko